# Anazarbe
Anazarbe (ou Anazarve, en turc Anarzaba, en latin Anazarbus, en arménien Անարզաբա, en arabe Aïn Zarba عين زربا) est une ancienne ville et forteresse de Cilicie, sur le fleuve Pyrame, aujourd'hui en Turquie. Nommée aussi Caesarea ad Anazarbus par les Romains,
Justinianopolis sous le règne de l'empereur Justinien (527–565), puis en turc Çeçenanavarza et actuellement Aǧaçli.

## Histoire

### Dans l'Antiquité
Comptoir économique important gagné par Pompée sur Tigrane II le Grand en même temps que l'ensemble de la Cilicie et de la Syrie du Nord, elle fut florissante sous les empereurs, et devint au Ve siècle capitale de la Cilicie. Le médecin antique, pharmacologe et botaniste Dioscoride y naquit entre 25 et 40 ap. J.-C.

### Au Moyen Âge
Prise en 638 par les Arabes, elle fut reprise par Nicéphore II Phocas en 962. Mais la victoire des Seldjoukides sur les Byzantins à bataille de Manzikert en 1071 permit l'installation d'Arméniens dans la région, quand l'Arménien Thoros Ier prit Anazarbe.
Reprise par les Byzantins après un siège de 37 jours en 1137, la cité fut reprise par Thoros II, puis de nouveau par les Byzantins en 1156.
La défaite des Byzantins devant les Turcs à Myriokephalon en 1176 mit un terme aux ambitions byzantines dans la région et permit l'instauration du royaume arménien de Cilicie, dont Anazarbe fut la capitale au XIIe siècle.
La ville tomba définitivement aux mains des Ottomans en 1375.
Elle souffrit beaucoup de plusieurs tremblements de terre. On en voit les ruines à 50 km au nord-est d'Adana. 
La ville antique a été proposée en 2014 pour une inscription au patrimoine mondial et figure sur la « liste indicative » de l’UNESCO dans la catégorie patrimoine culturel.
La Turquie aimerait faire de la ville une nouvelle Pompéï, qui attirerait les touristes du monde entier. 

## Galerie

### Restitutions de la ville antique
Dans l'Antiquité romaine, la ville possède de somptueux monuments. 

#### La porte d'entrée et la colonnade de la rue principale
La porte principale d'entrée de la ville a été reconstituée pour partie : un arc de triomphe monumental avec trois arches offrait accès à l'avenue principale, large de plus de 30 mètres. Cette colonnade, que les archéologues souhaitent restituer pour partie dans les années à venir, imite certainement la largeur des rues d'Alexandrie, en Egypte. Des boutiques et habitations devaient prendre place tout le long, de part et d'autre. 

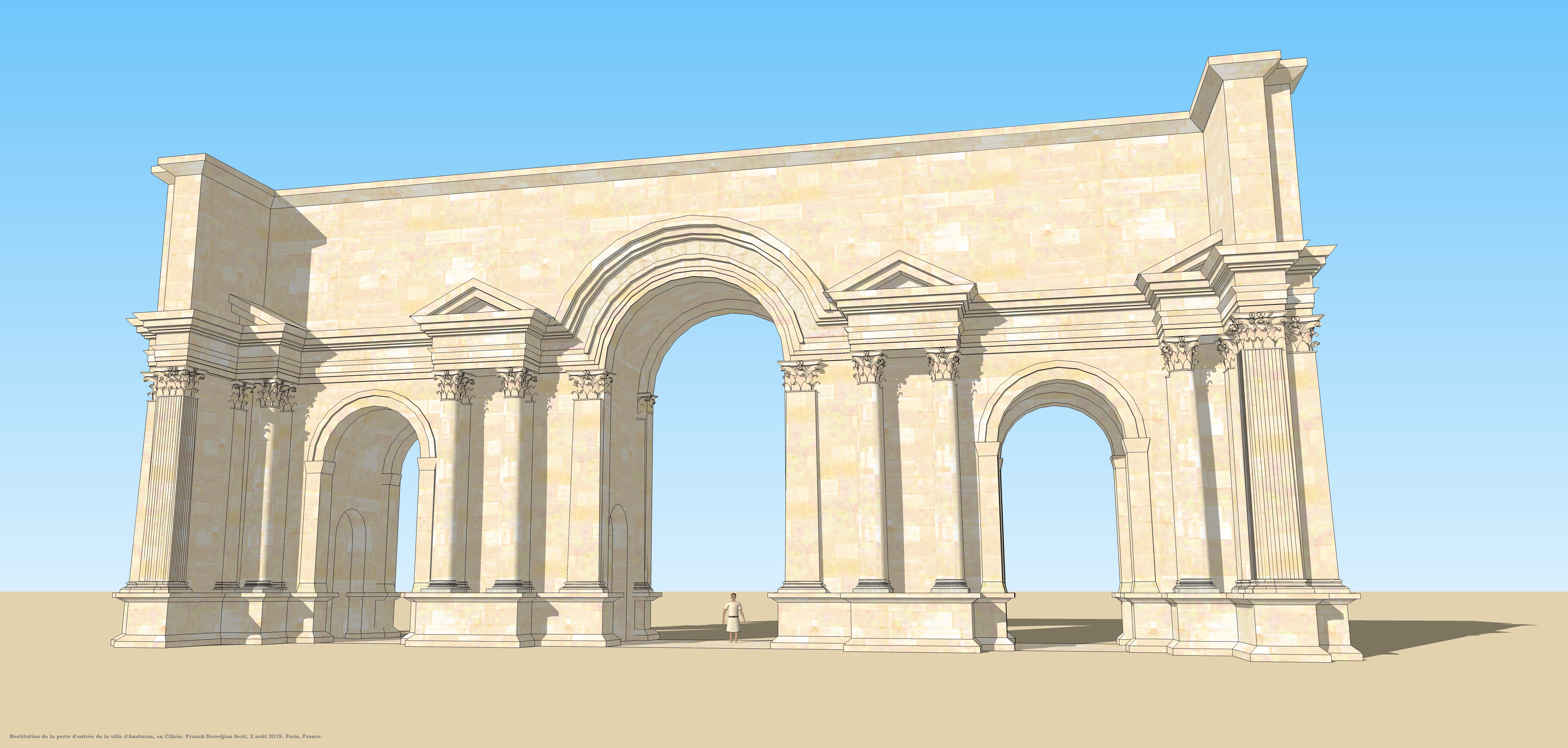
Restitution 3D de la porte d'entrée romaine de la ville d'Anazarba, en Cilicie.
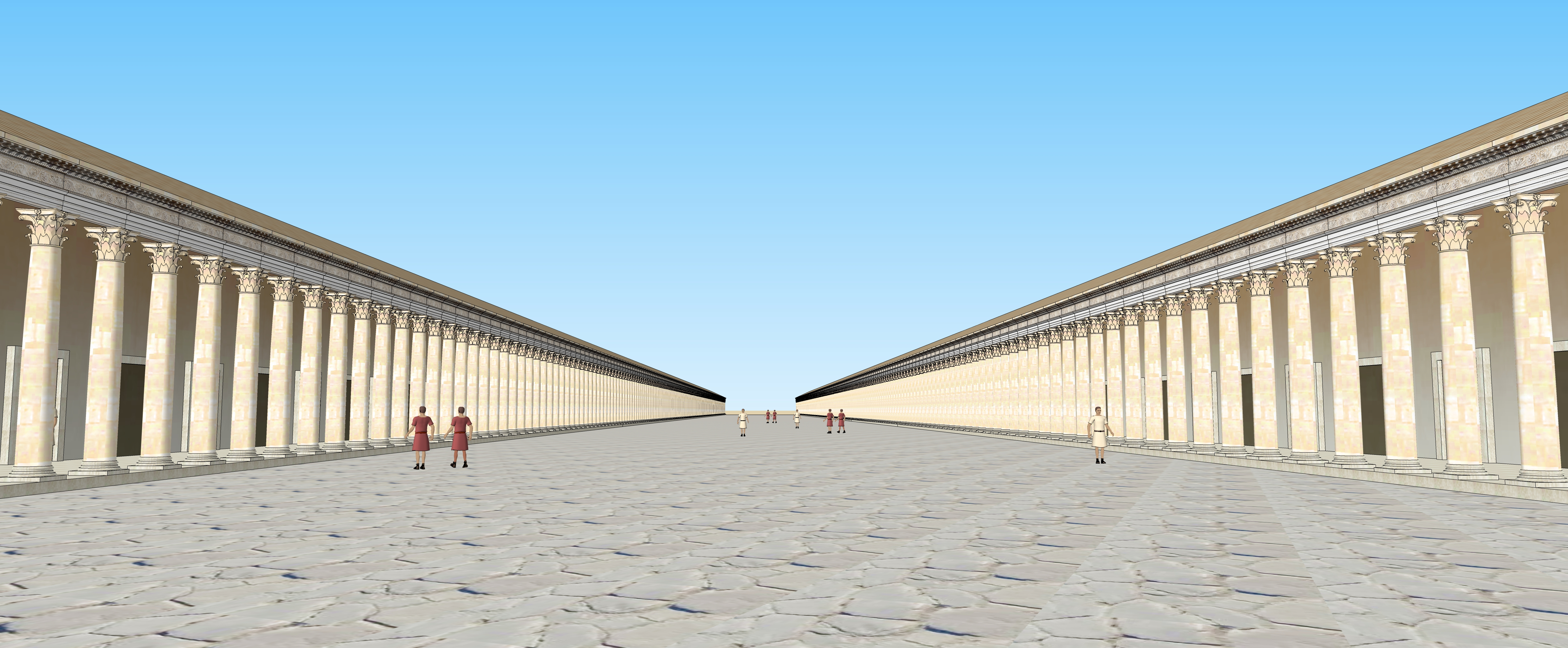
Restitution de la colonnade de l'allée principale de la ville antique d'Anazarba.
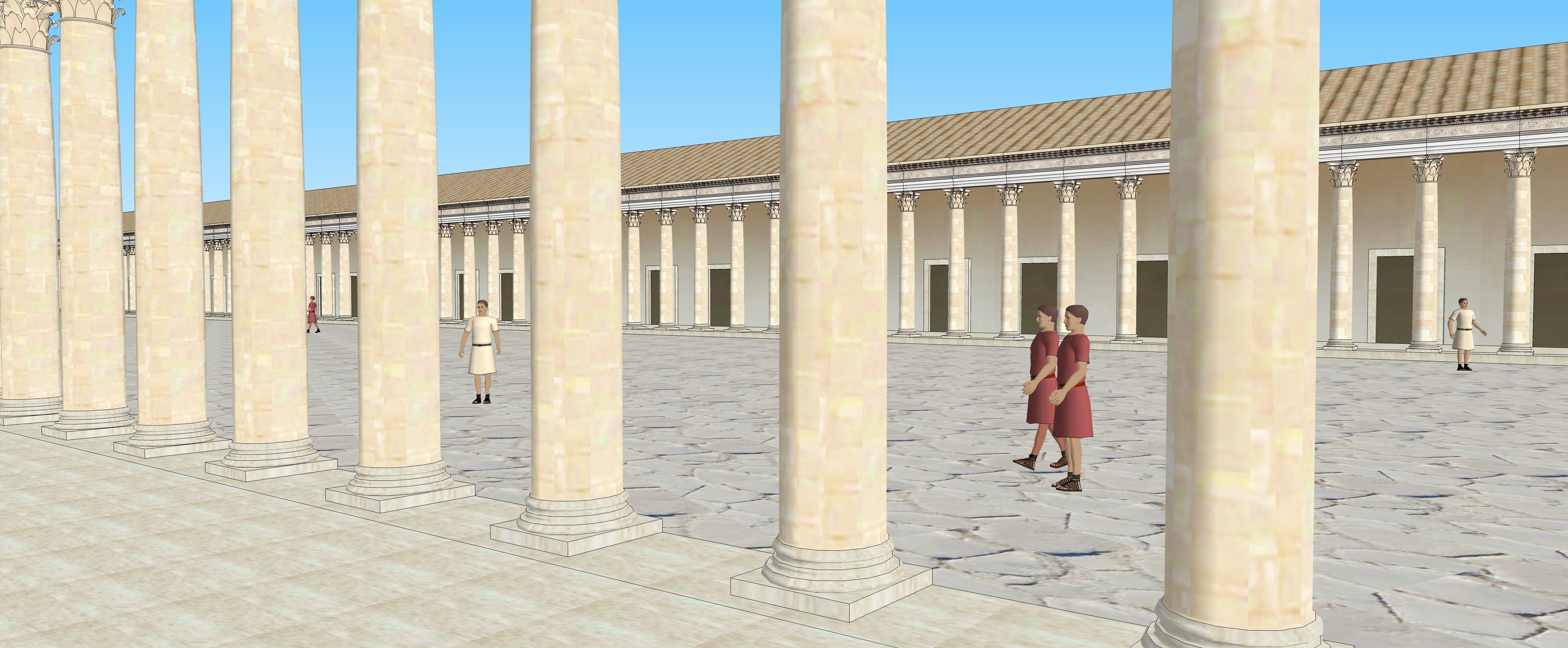
Autre vision sur l'allée principale de la ville antique d'Anazarba.

#### Le stade pour les courses de chars
Un stade de 500 mètres de long (similaire à celui d'Antioche sur l'Oronte par exemple) prenait place contre la montagne, qui a été arasée par les romains, pour offrir au public un paysage de fond spectaculaire. Les ruines de cet édifice sont toujours visibles in situ, c'est-à-dire les fondations au sol, et des ruines de gradins taillés à même la montagne. La ville possédait évidemment tous les équipements principaux d'une ville antique. 

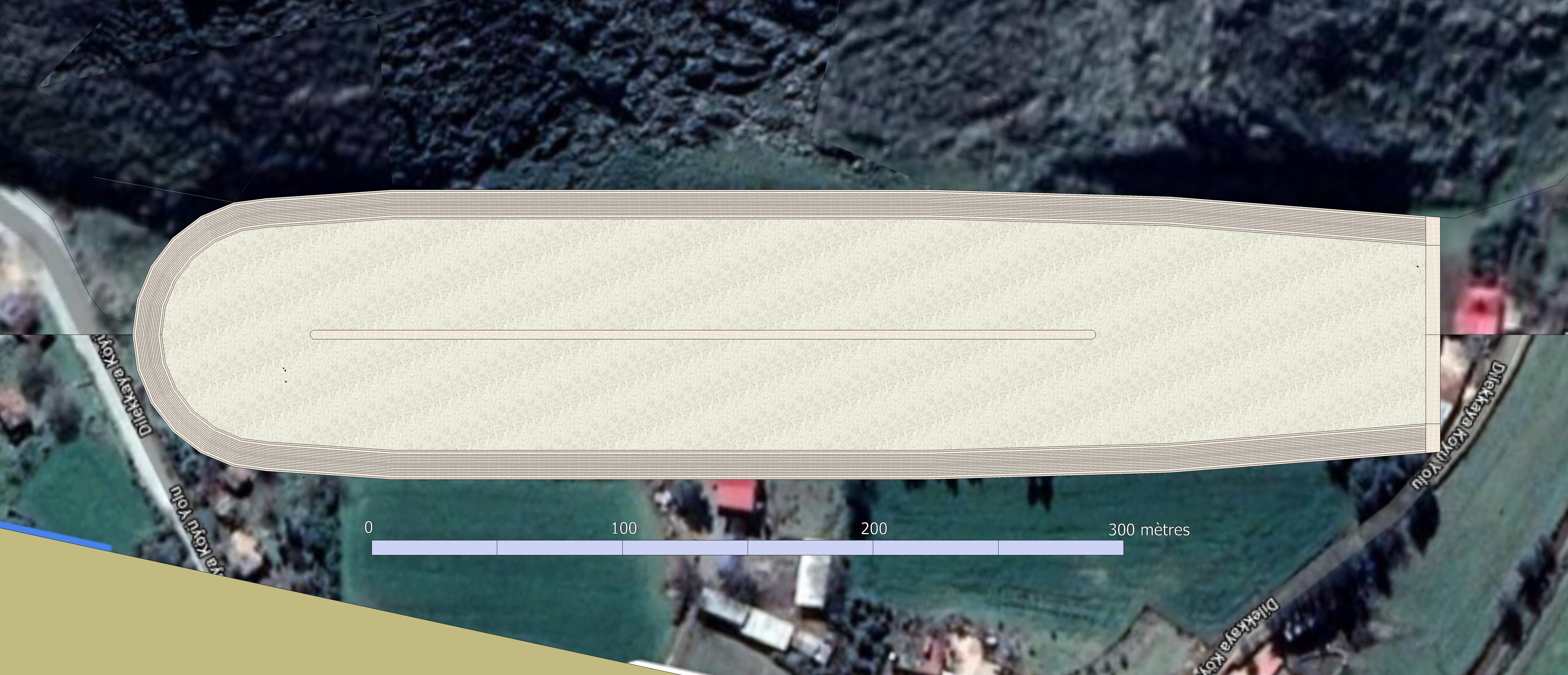
Restitution du plan du stade d'Anazarba dans l'Antiquité romaine
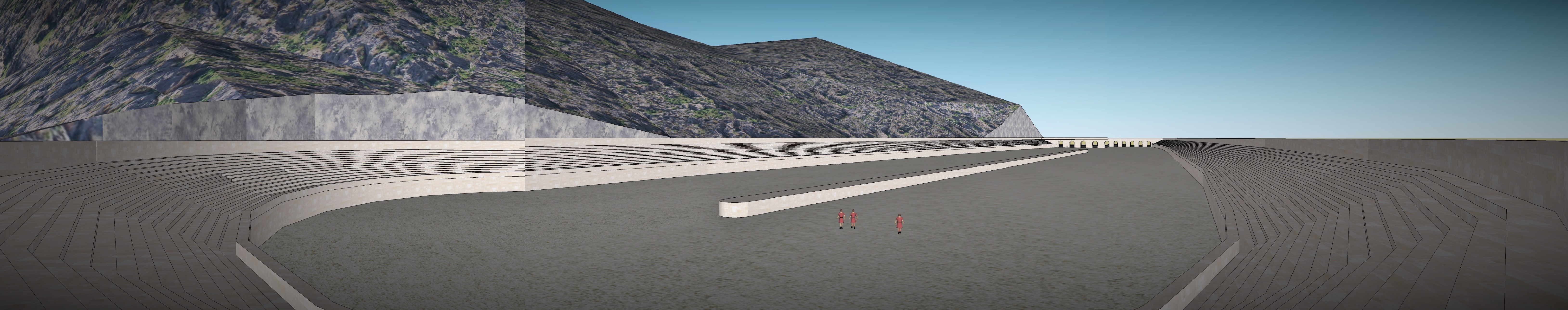
Restitution de la vue panoramique du stade d'Anazarba dans l'Antiquité romaine

#### L'amphithéâtre pour les jeux de gladiateurs et combats de bêtes
Un amphithéâtre a aussi été bâti contre la colline, à l'est du stade, et non loin de la porte principale de la ville. Il en reste de nombreux blocs effondrés. On peut s'imaginer son aspect grâce au plan conservé. 

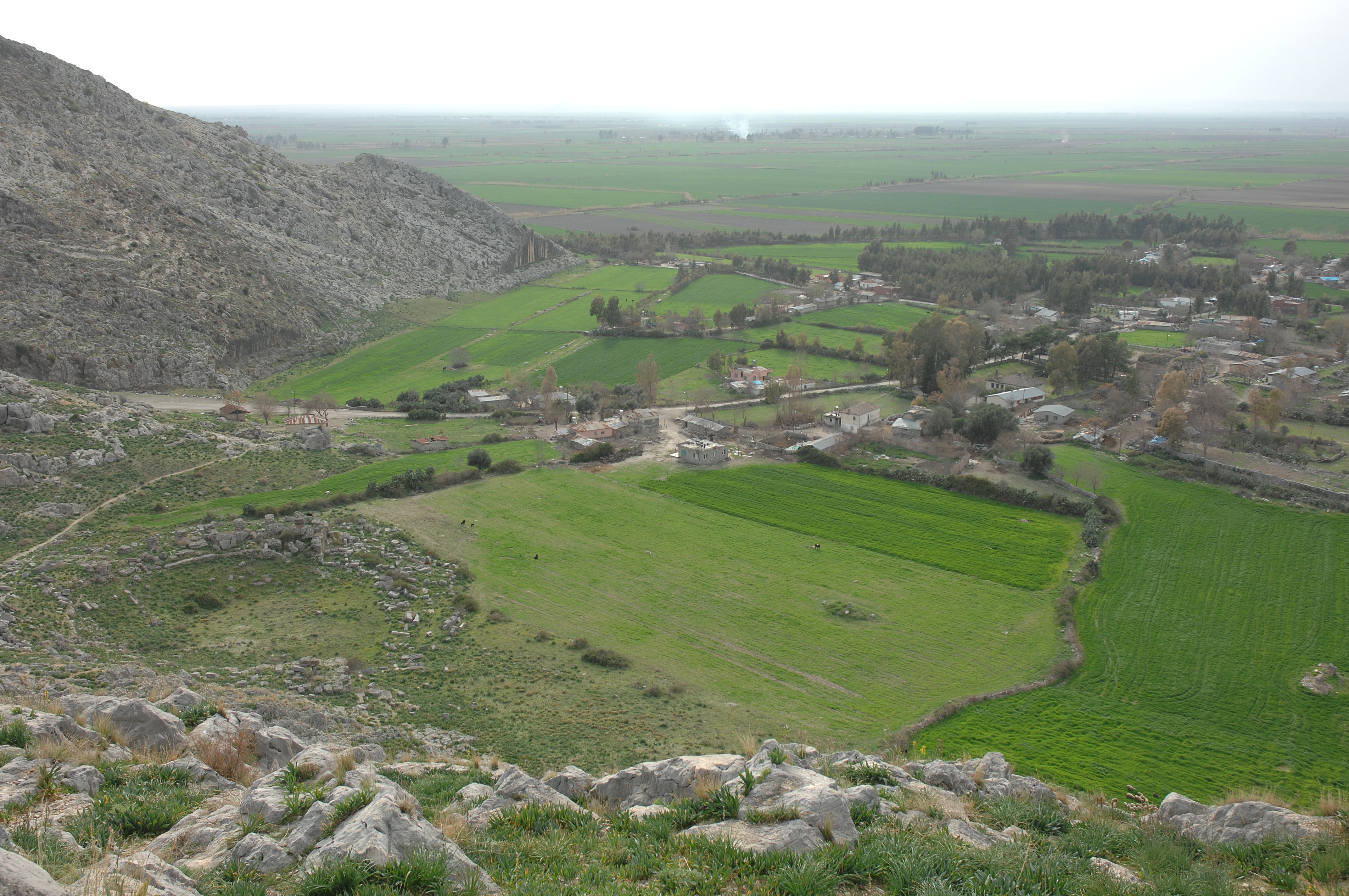
Vue sur le stade et les ruines de l'amphithéâtre sur le devant à gauche de l'image, en montant vers l'Acropole
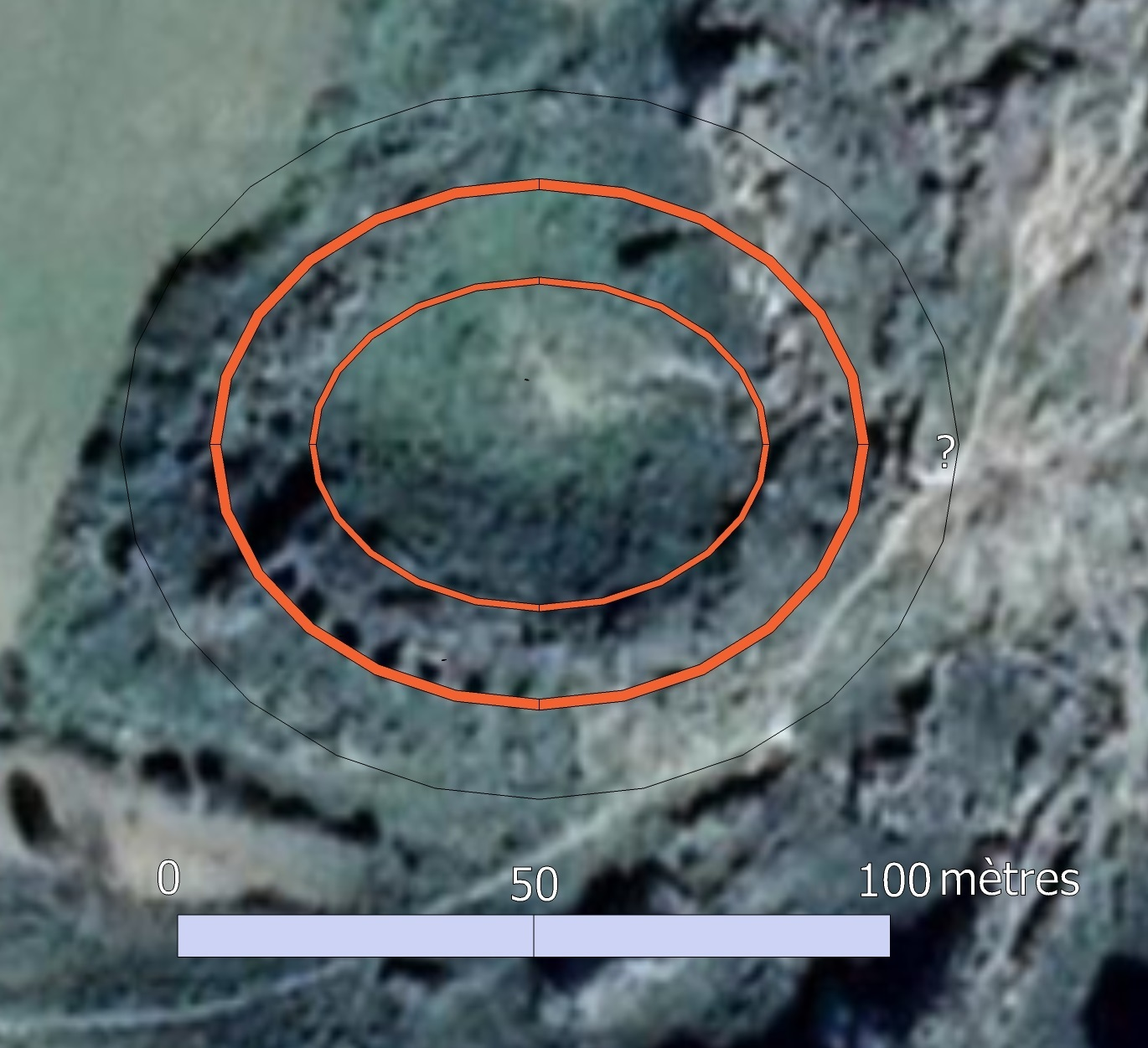
Restitution du plan de l'amphithéâtre romain d'Anazarba

### Photographies des ruines

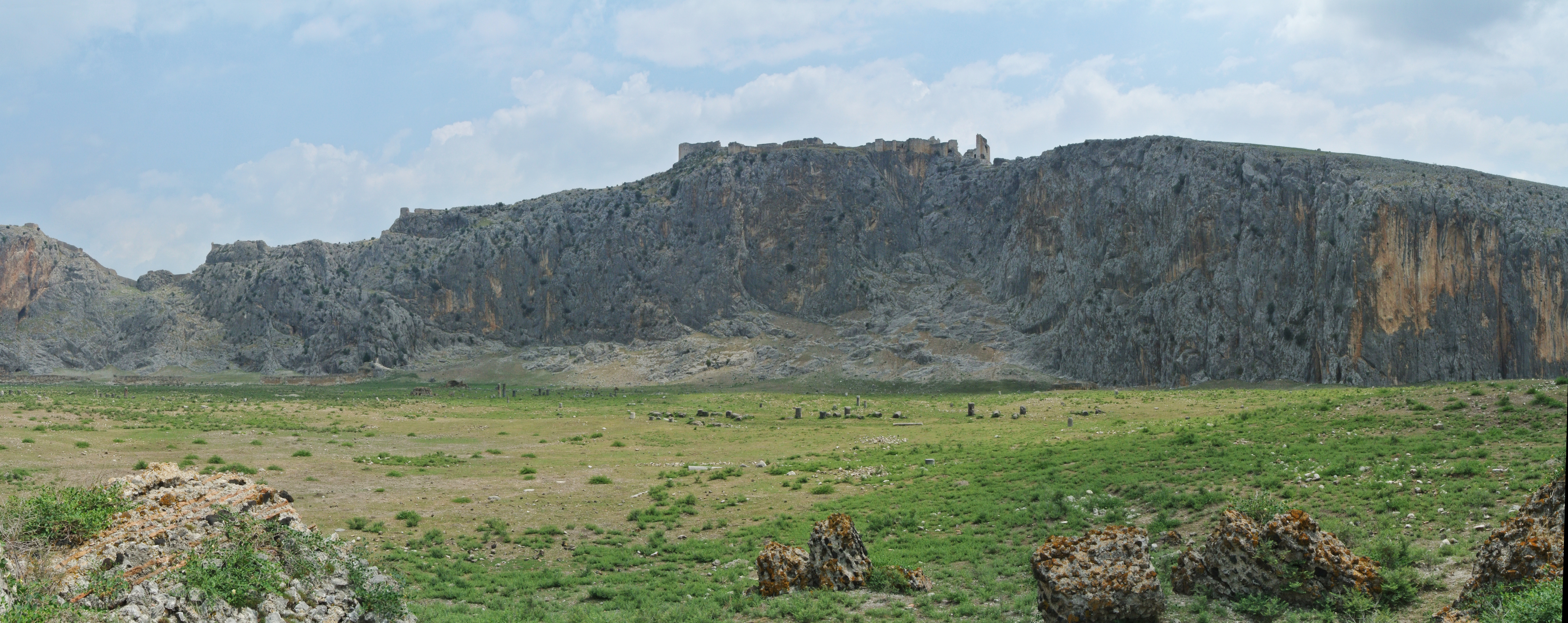
Vue générale de la ville avec l'Acropole
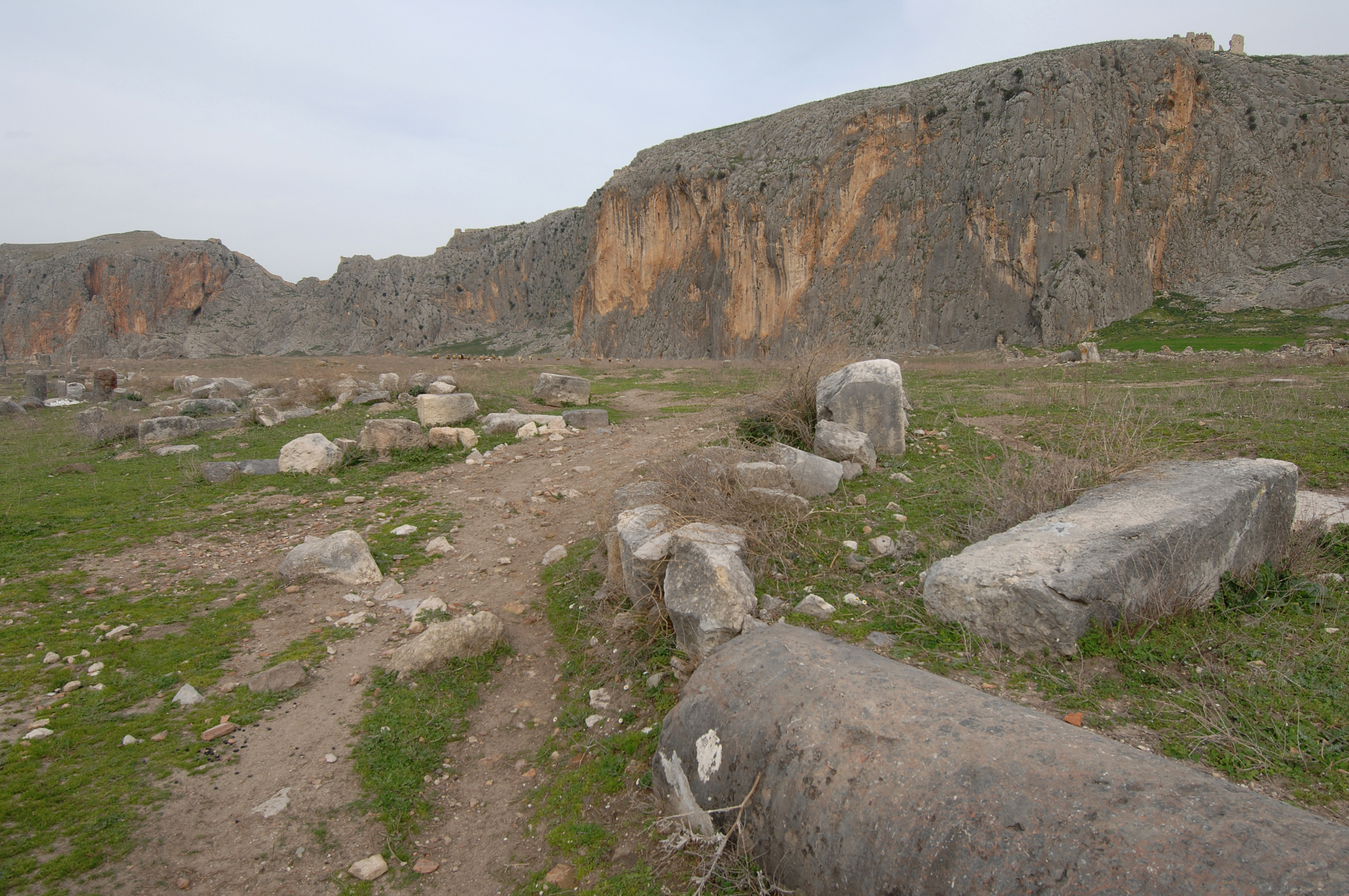
Photographie
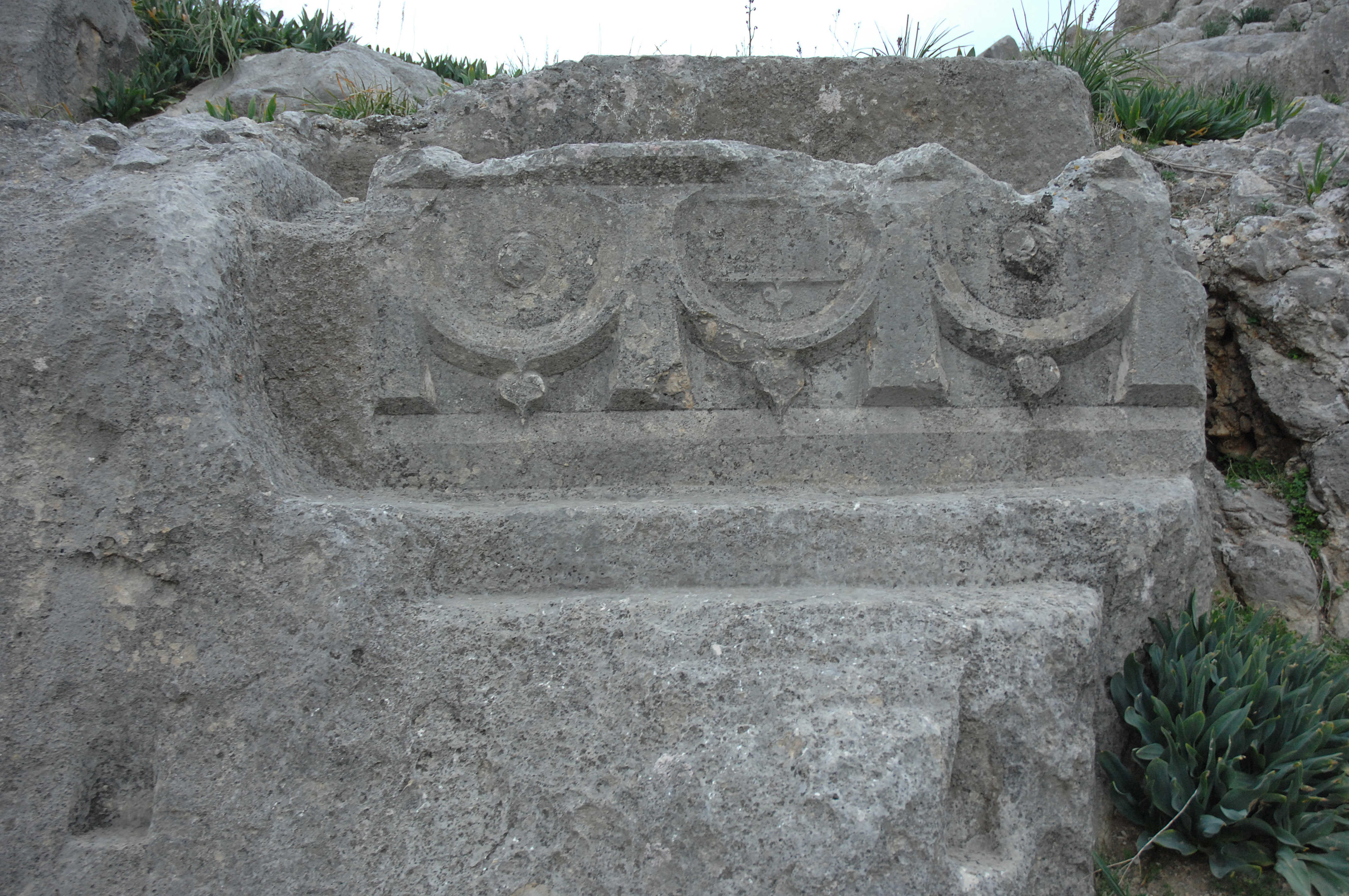
Bloc sculpté (probablement en vue d'un futur tombeau)
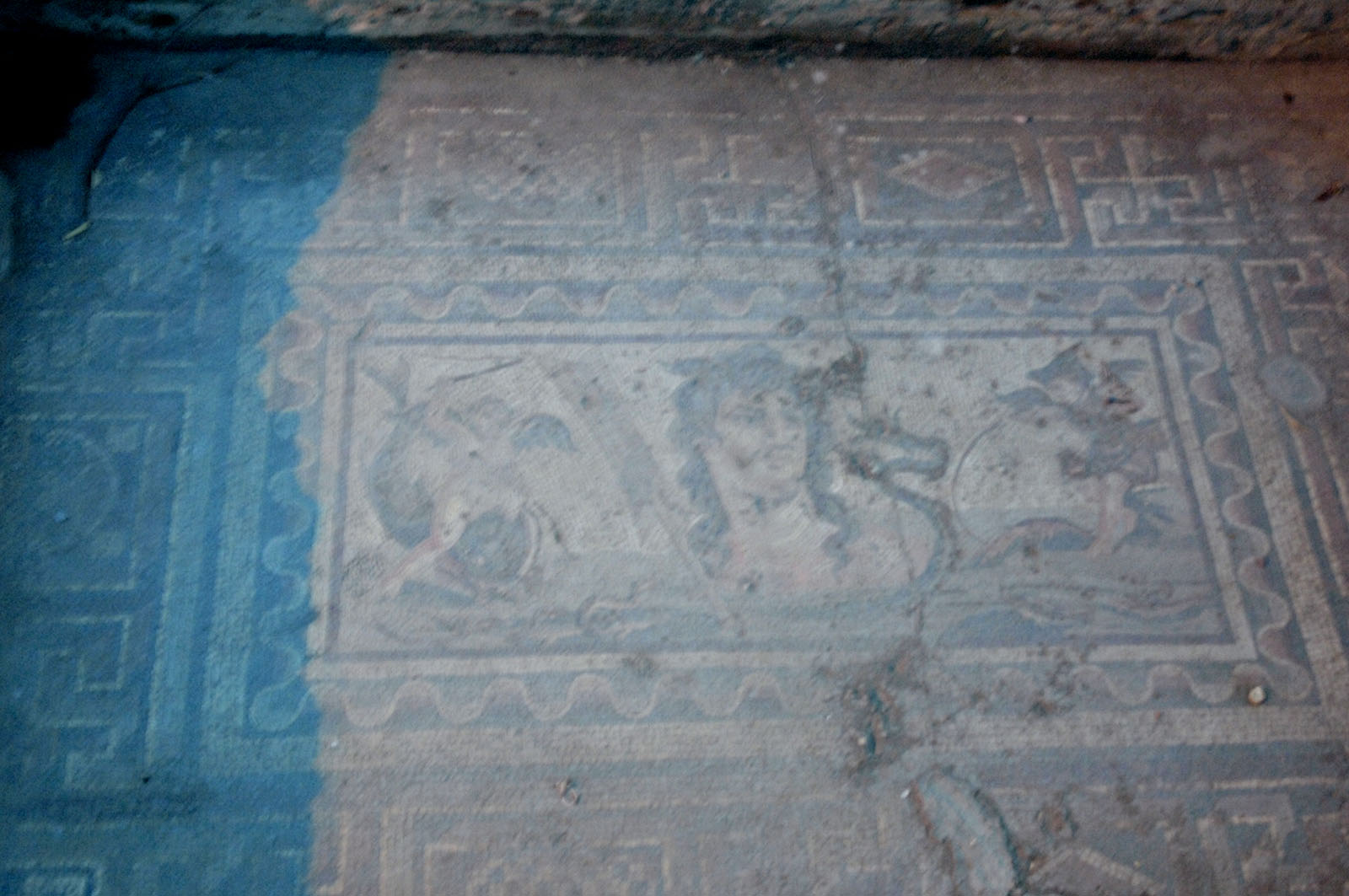
mosaïque romaine
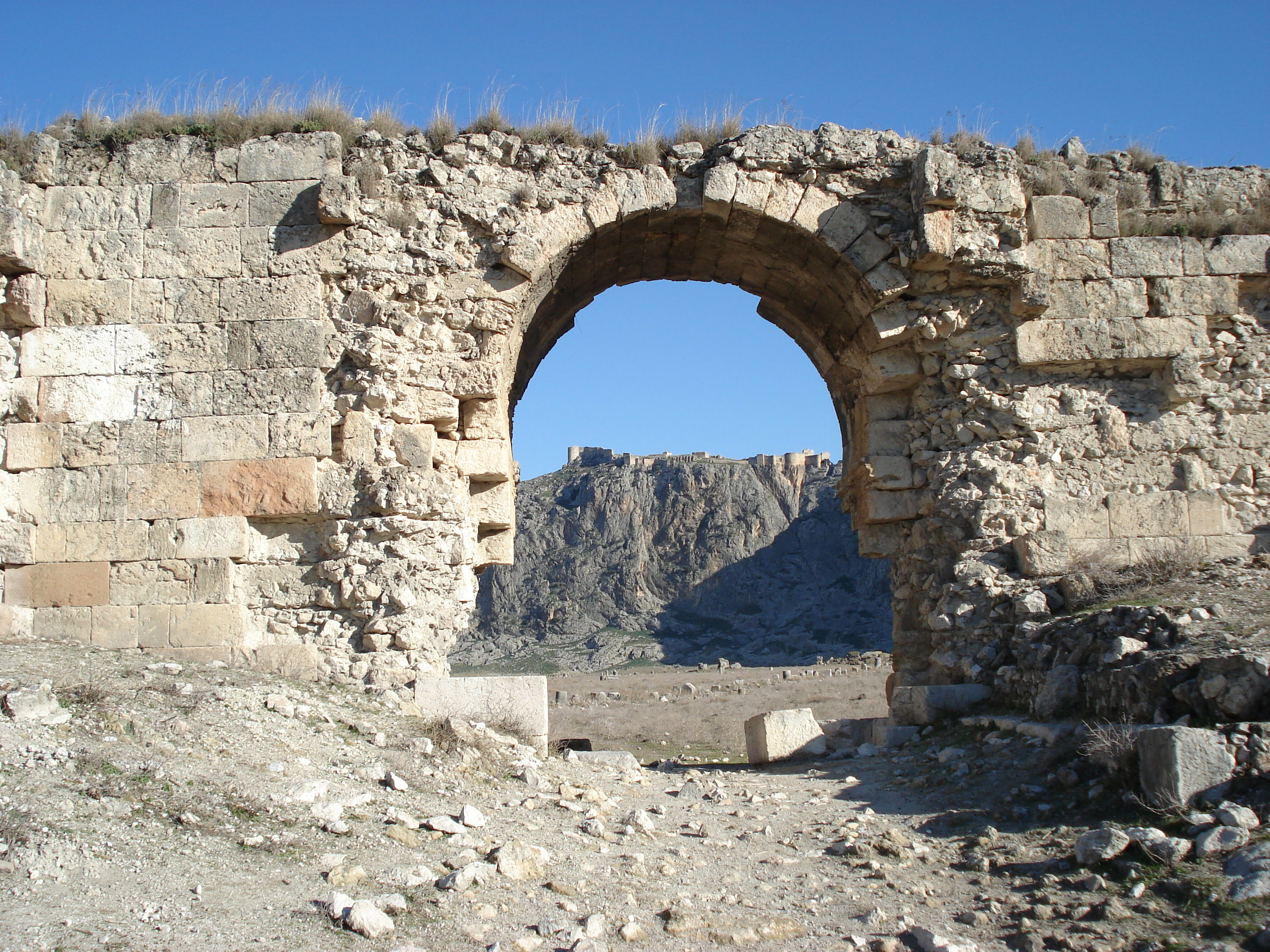
Arche et vue de l'Acropole
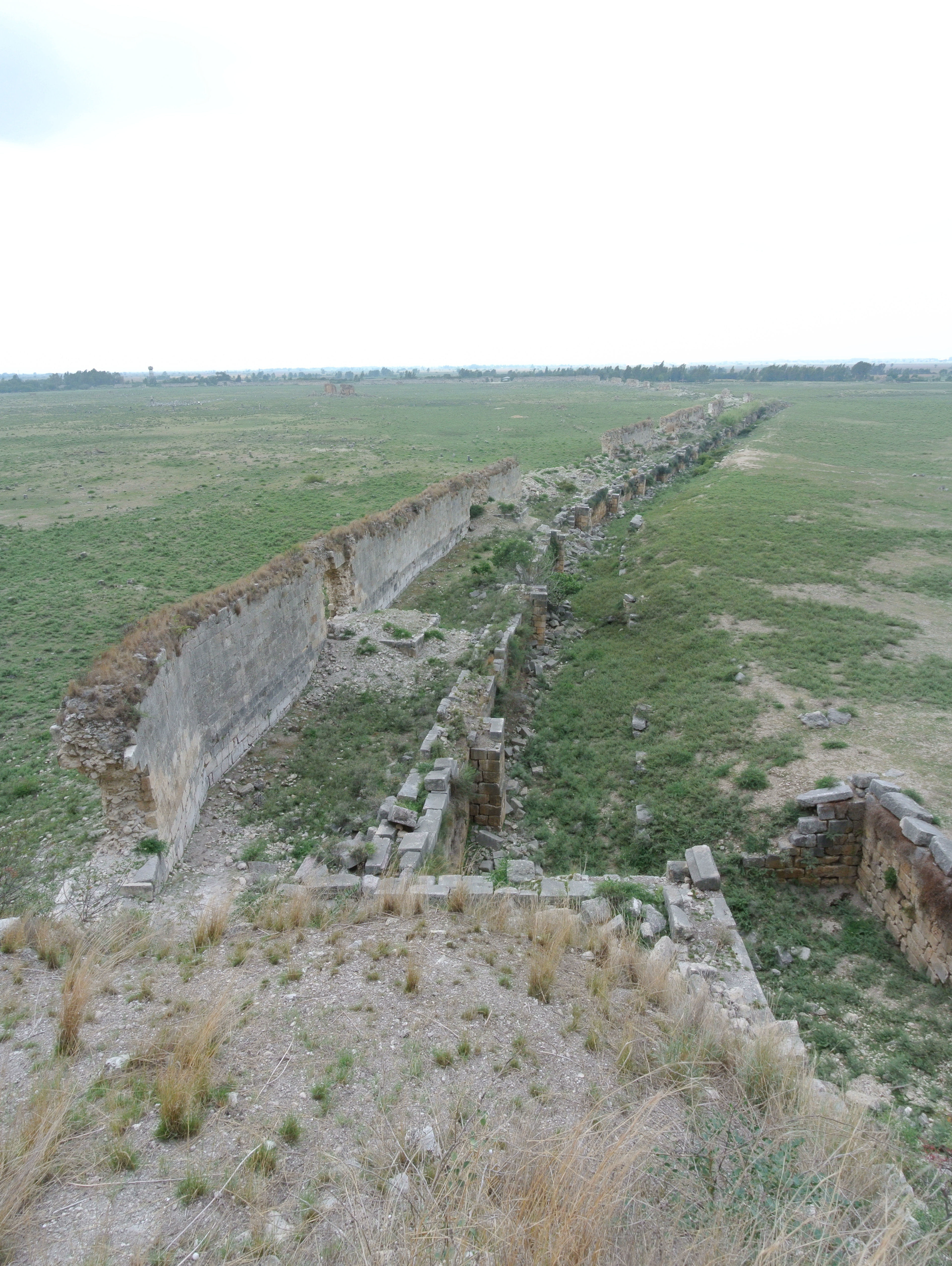
vue des fortifications
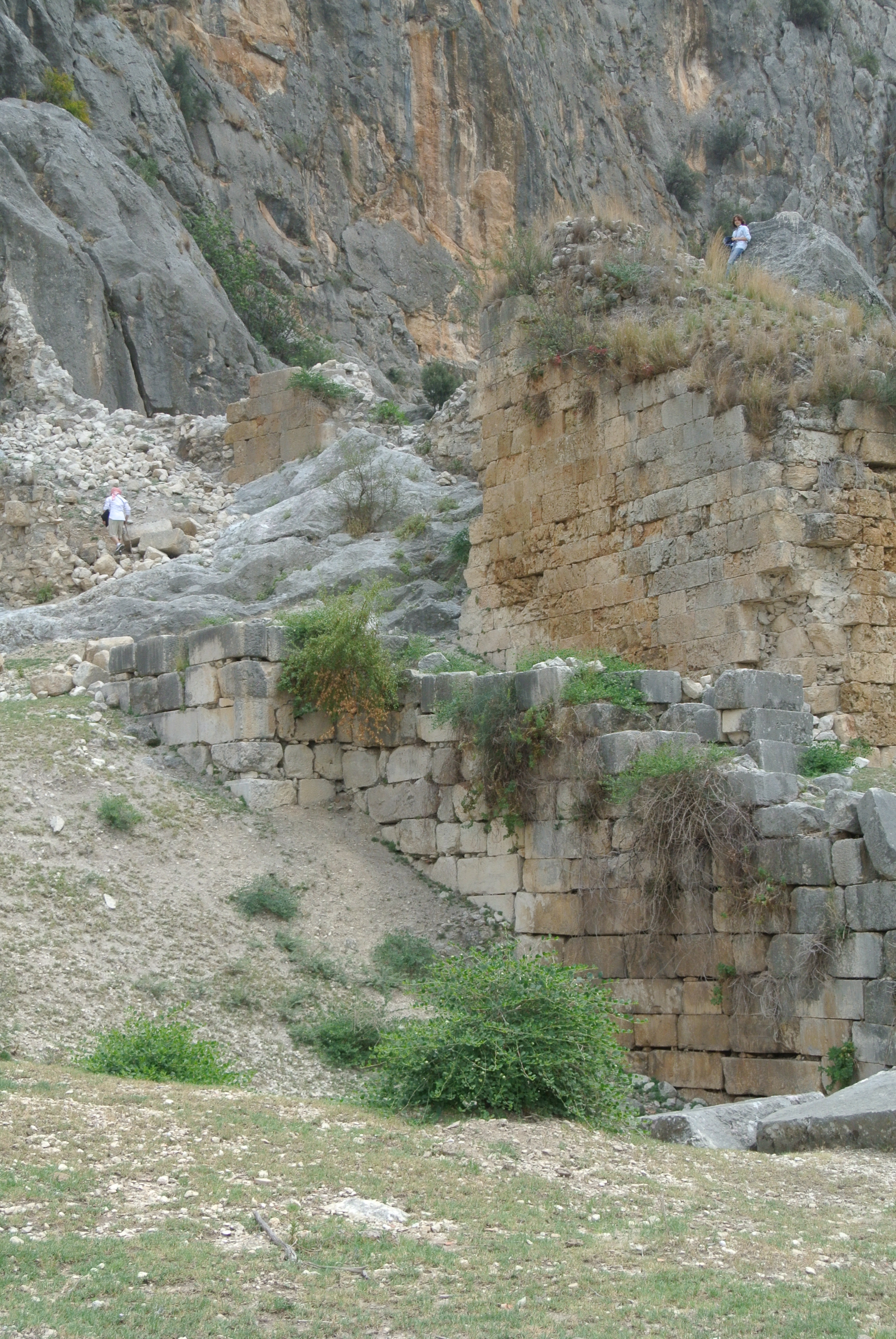
autre vue des fortifications
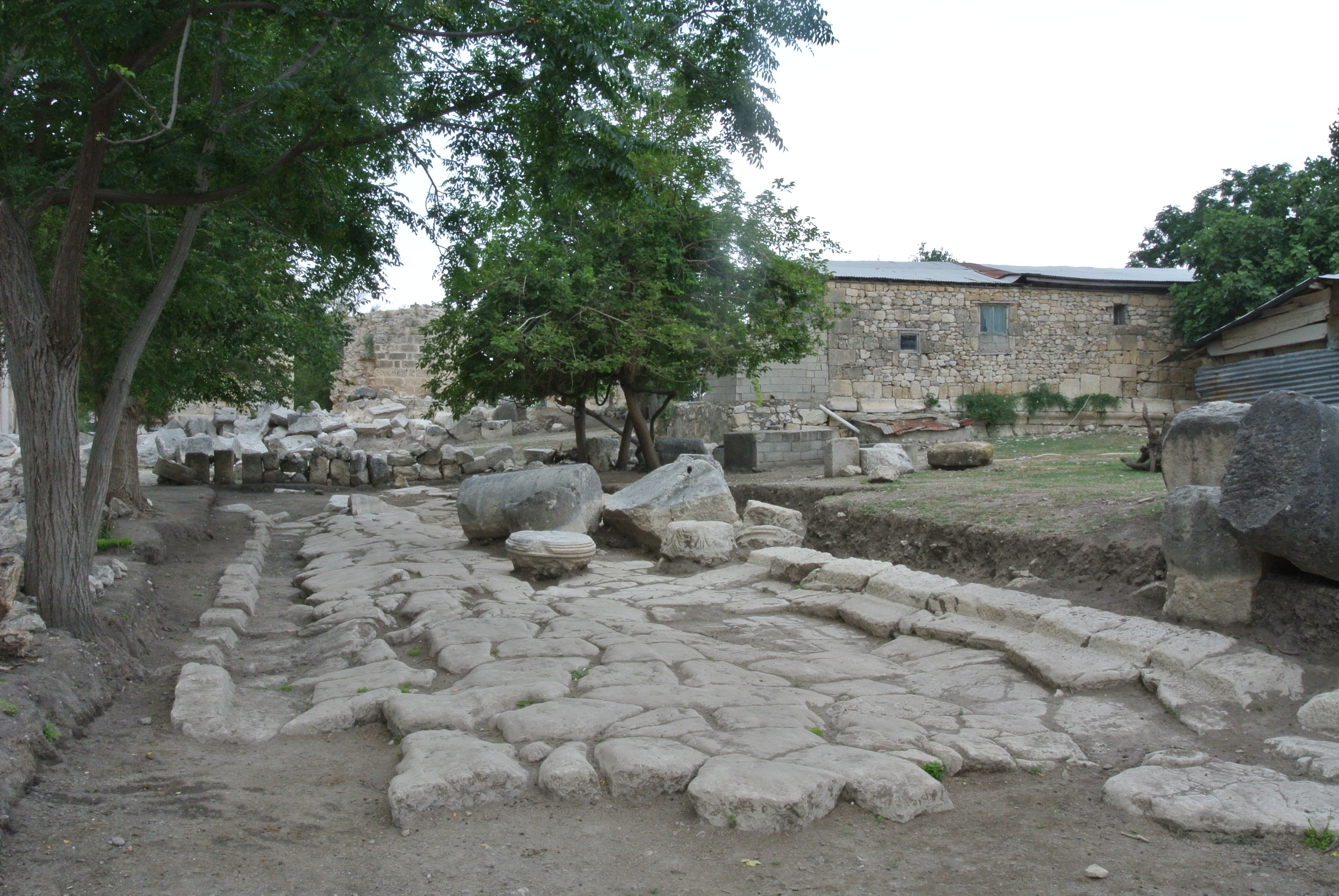
pavement d'une rue romaine